# Małgorzata Czerlonko
Małgorzata Czerlonko, z d. Wołujewicz (ur. 11 grudnia 1963 w Koszalinie) – polska koszykarka. Reprezentantka Polski, medalistka mistrzostw Polski.

## Kariera sportowa
Jest wychowanką AZS Koszalin, z którym w sezonie 1981/1982 debiutowała w ówczesnej II lidze. W 1982 została zawodniczką Spójni Gdańsk i występowała w jej barwach do 1991. W tym czasie zdobyła wicemistrzostwo Polski w 1989 i brązowy medal mistrzostw Polski w 1986. W sezonie 1992/1993 występowała w ŁKS Łódź, a w sezonie 1993/1994 w Warcie Gdynia. Następnie zakończyła karierę, ale w sezonie 1996/1997 powróciła do gry na 9 spotkań w II-ligowym Starcie Gdańsk.
W reprezentacji Polski wystąpiła w 187 spotkaniach, m.in. na mistrzostwach Europy w 1985 (6 miejsce), 1987 (10 miejsce), 1991 (6 miejsce), 1993 (5 miejsce) oraz mistrzostwach świata w 1983 (7 miejsce) i 1994 (13 miejsce). W 1980 zagrała też na mistrzostwach Europy kadetek (9 miejsce).
W 2005 wywalczyła mistrzostwo świata weteranów w tzw. maksibaskecie, w kategorii +40, a w 2006 wicemistrzostwo Europy w tej samej kategorii wiekowej.

## Życie prywatne
Pracuje w Akademii Wychowania Fizycznego i Sportu w Gdańsku, gdzie w 2003 obroniła pracę doktorską Wpływ realizowanego w Akademii Wychowania Fizycznego i Sportu w Gdańsku programu nauczania koszykówki na rozwój sprawności specjalnej studentek i studentów. Jest młodszą siostrą Bożeny Sędzickiej.
Jej syn, Wojciech Czerlonko, również jest koszykarzem.